# City 2
 (décembre 2016).
City 2 est le deuxième centre commercial en Belgique quant à la surface. Il se situe au centre-ville de Bruxelles, dans l'ancien immeuble du grand magasin Au Bon Marché, le long de la rue Neuve et à proximité de la place Rogier et du boulevard du Jardin botanique.
Le centre commercial appartient au groupe Ageas. Il a été créé en 1980 par la SCC qui l'a géré jusqu'en 2003, date à laquelle le groupe Devimo a pris la relève, bénéficiant de la rénovation de 1999. Une centaine de magasins sont répartis sur quatre étages (le dernier étant attribué à la Fnac, Action et une école de boxe), pour une surface totale de 51 000 m².
Le bâtiment dispose d'un accès direct à la station Rogier des lignes 2 et 6 du métro de Bruxelles et d'un parking (payant) de 450 places.
Autrefois, le centre hébergeait huit salles de cinéma du groupe UGC accompagnées d'un Quick.

## Voie d'accès par métro
| ___ | Ce site est desservi par la station de métro : Rogier. |